# Kidlington
Kidlington är en ort och civil parish i Storbritannien.   Den ligger i grevskapet Oxfordshire och riksdelen England, i den södra delen av landet, 90 km väster om huvudstaden London. Kidlington ligger 64 meter över havet och antalet invånare är 15 278.
Terrängen runt Kidlington är platt. Runt Kidlington är det mycket tätbefolkat, med 2 345 invånare per kvadratkilometer. Närmaste större samhälle är Oxford, 8,0 km söder om Kidlington. Trakten runt Kidlington består till största delen av jordbruksmark.